# 2007年臺灣
|        | 臺灣歷史 \| 台灣歷史年表 |
| 世纪： | 20世纪臺灣 \| 21世纪臺灣 \| 22世纪臺灣 |
| 年代： | 1970年代臺灣 \| 1980年代臺灣 \| 1990年代臺灣 \| 2000年代臺灣 \| 2010年代臺灣 \| 2020年代臺灣 \| 2030年代臺灣                                           |
| 年份： | 2002年臺灣 \| 2003年臺灣 \| 2004年臺灣 \| 2005年臺灣 \| 2006年臺灣 \| 2007年臺灣 \| 2008年臺灣 \| 2009年臺灣 \| 2010年臺灣 \| 2011年臺灣 \| 2012年臺灣 |
| 纪年： | 丁亥年（猪年）、中華民國96年 |

## 政府

### 國家正副元首

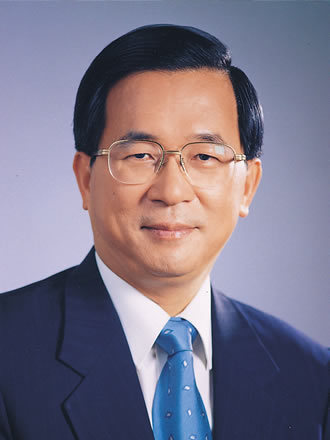
總統：陳水扁
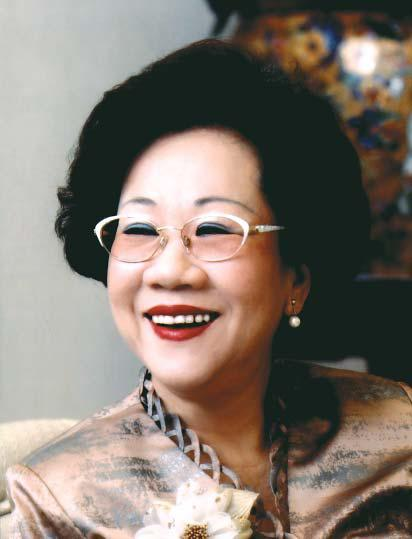
副總統：呂秀蓮

### 五院首長

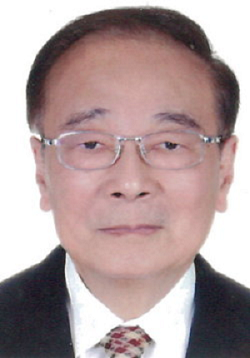
行政院院長：張俊雄
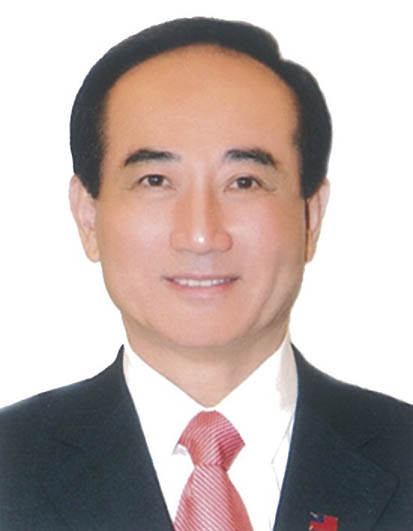
立法院院長：王金平
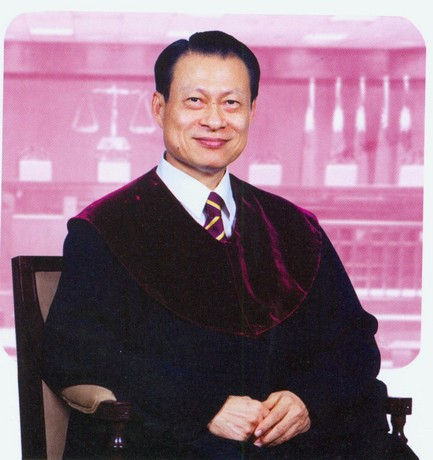
司法院院長：賴英照
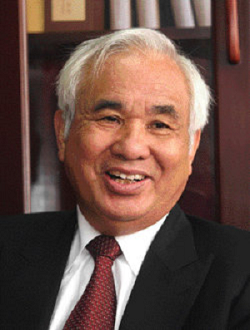
考試院院長：姚嘉文

### 省政府主席

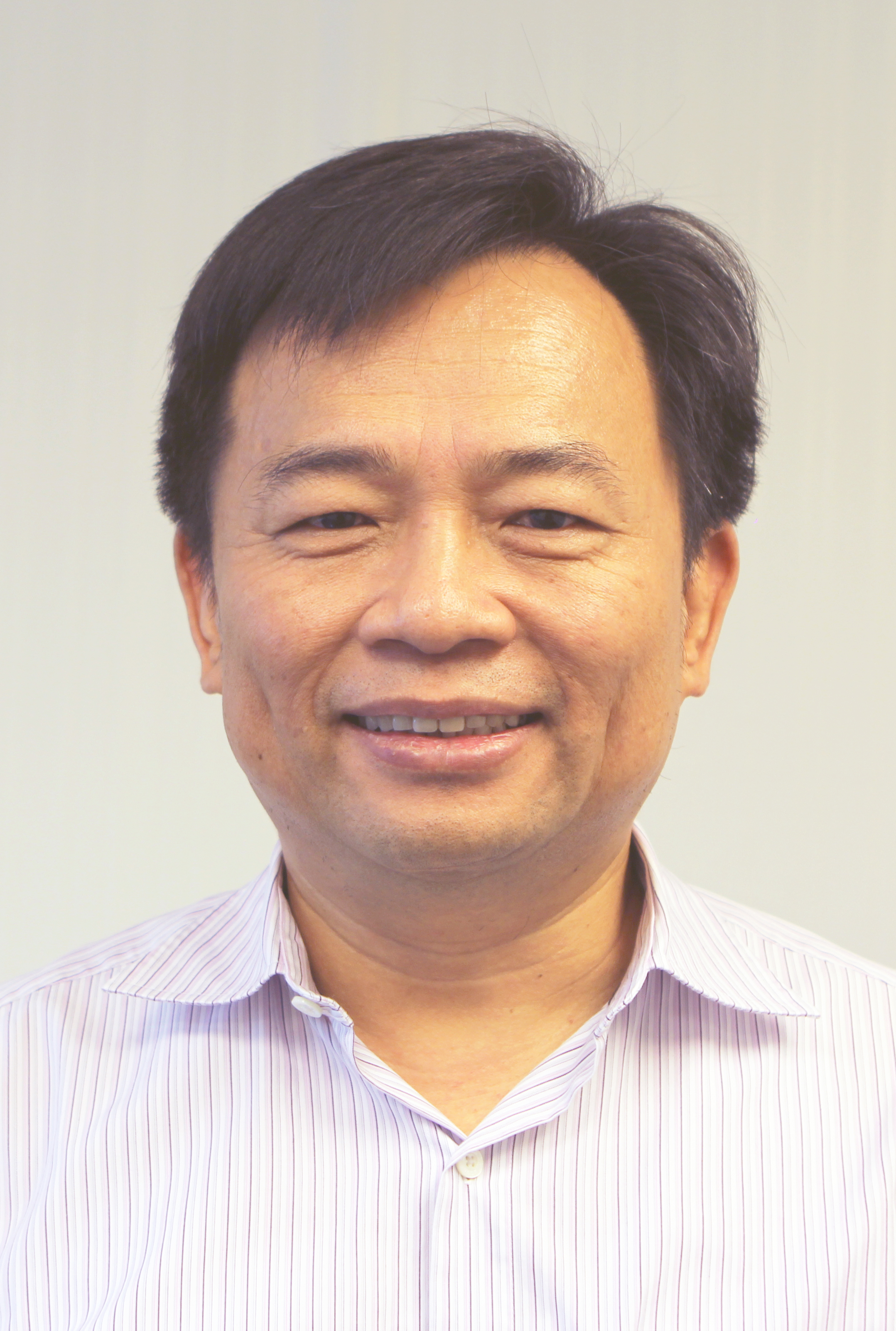
臺灣省政府主席：林錫耀
福建省政府主席：陳景峻

### 成員變動

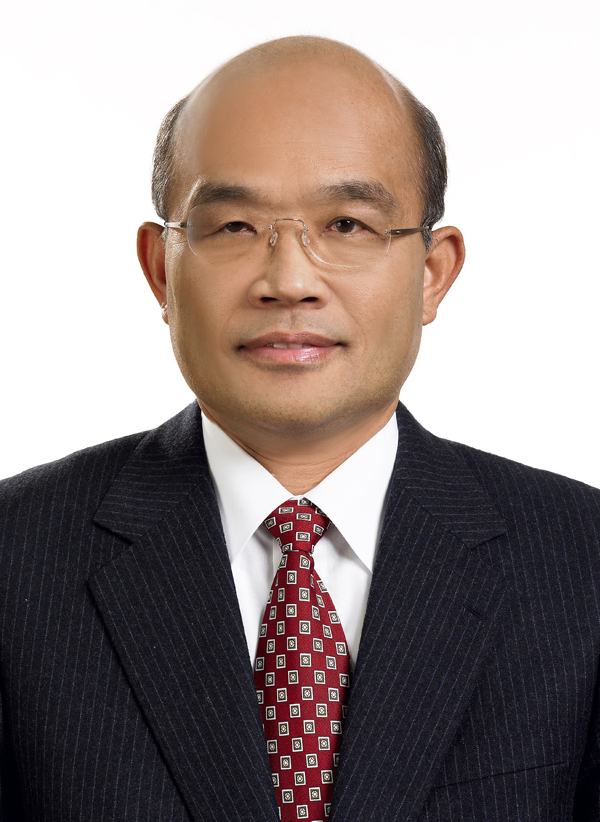
行政院院長：蘇貞昌（內閣總辭）
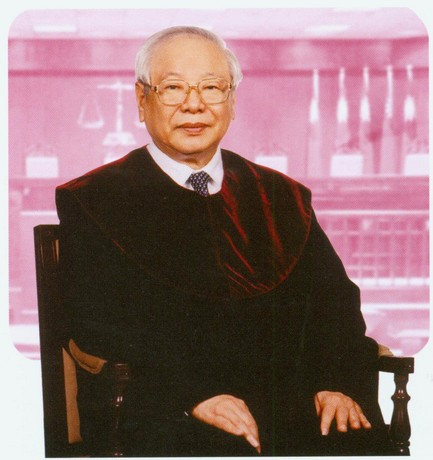
司法院院長：翁岳生（任期屆滿）
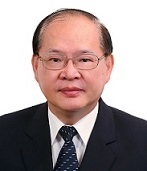
臺灣省政府主席：鄭培富（代理結束）
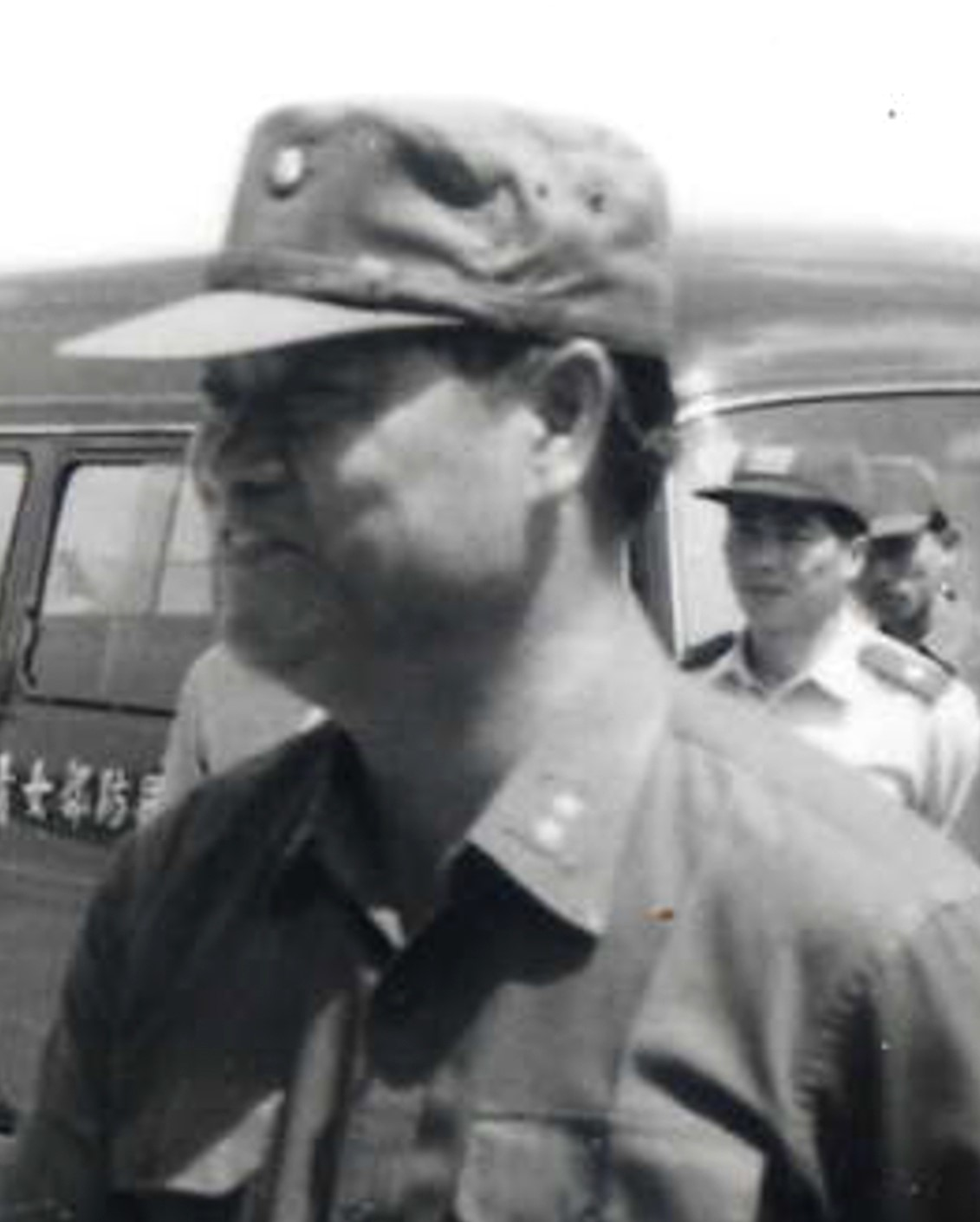
福建省政府主席：顏忠誠（任期屆滿）
福建省政府主席：楊誠璽（代理結束）

## 大事記

### 1月
- 1月2日，台灣高鐵紀念票開始發售。自由時報[]
- 1月2日，衛豐保全運鈔車司機李漢揚，上午涉嫌迷昏保全員後劫走車內新台幣5600萬元現鈔，下午從桃園機場搭機潛逃香港，為台灣史上被劫金額最多的運鈔車監守自盜案。自由時報
- 1月2日，內政部入出國及移民署正式掛牌成立。

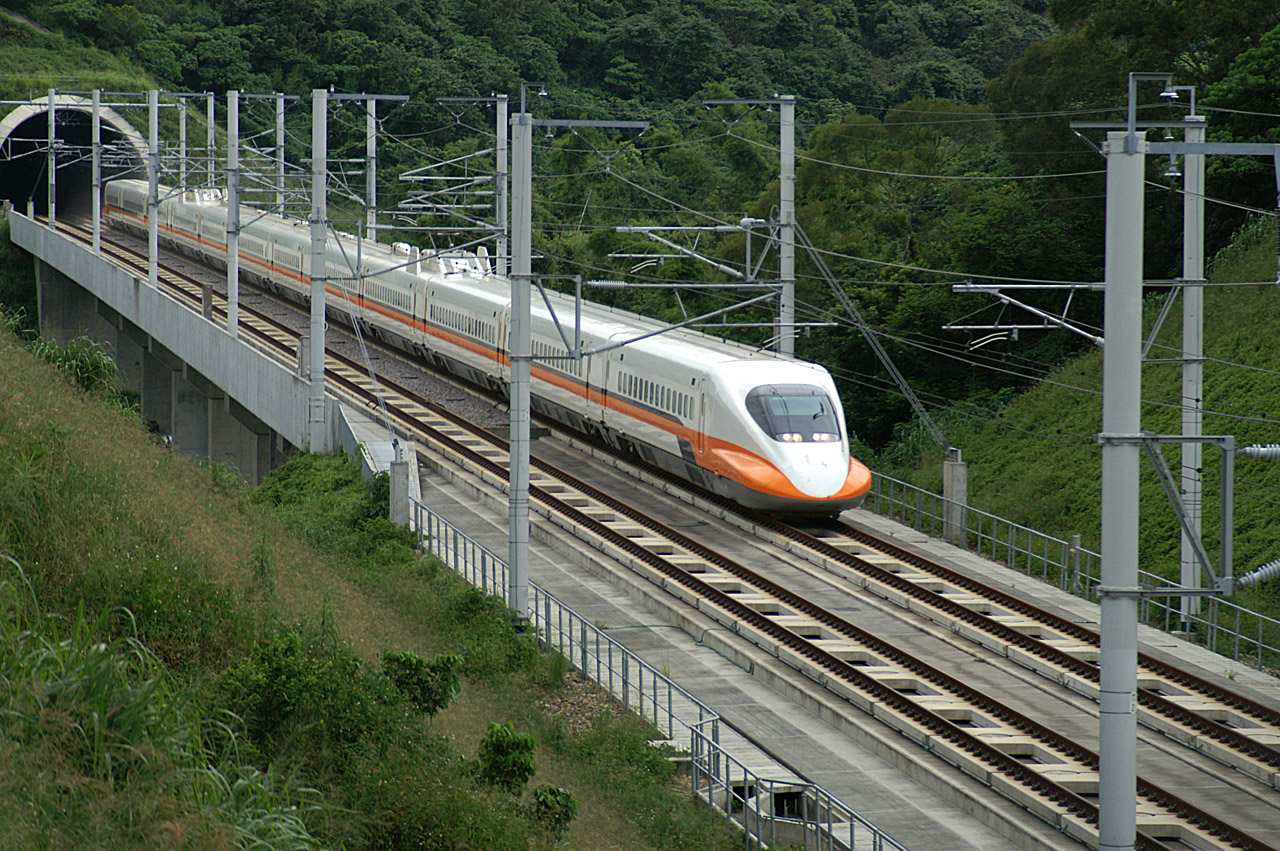
台灣高速鐵路所使用的700T型電聯車，攝於2006年6月24日700T列車試車時。

- 1月5日，台灣高鐵通車營運，台灣西部走廊進入一日生活圈。自由電子報聯合新聞網（页面存档备份，存于）
- 1月5日，力霸亞太集團爆發財務危機，中華商業銀行遭擠兌達新台幣150億元，金管會下令即日起接管中華商業銀行、花蓮企銀，創下金融重建基金首次同日內接管兩家銀行的紀錄。自由電子報 聯合新聞網
- 1月8日，總統陳水扁晚間率團訪問尼加拉瓜，參加該國新任總統奧蒂嘉的就職典禮，途中過境美國舊金山、洛杉磯。
- 1月10日，衛豐保全運鈔車監守自盜案主嫌李漢揚於中國昆明市落網。自由電子報聯合新聞網
- 1月11日，力霸集團弊案—嘉食化總經理王令一與友聯總經理王事展被台北地方法院以違反證券交易法，且為重罪、有勾串、湮滅證據之虞，裁定收押禁見。自由電子報聯合新聞網
- 1月11日，桃園縣慈文國中謝姓男學生因模仿網路上流傳的「4樓超級自殺show」影片，自學校五樓墜樓身亡。[1]
- 1月12日，金管會主委施俊吉因力霸集團弊案請辭獲准。
- 1月17日，行政院正式核定撒奇萊雅族為台灣第十三個原住民族。
- 1月18日，立法院就檢察總長人事案行使同意權投票，朝野黨團僅國民黨團投票反對，被提名人陳聰明以126票同意、2票反對、87票棄權，成為新任檢察總長。
- 1月19日，立法院九十五年度第二會期結束，由於朝野雙方對《中選會組織法》修正案未能達成共識，爆發嚴重肢體衝突，連帶使九十六年度中央政府總預算案無法通過，創下首次總預算案未於休會前三讀的紀錄。
- 1月21日，台鐵縱貫線七堵前站即日起停用，原有建築將興建鐵道公園保存，同時西部幹線高級列車改由新七堵車站（原七堵後站）始發。
- 1月25日，台灣網球選手莊佳容、詹詠然在澳網女雙四強賽中以6:3、6:4擊敗尋求衛冕的中國搭檔鄭潔、晏紫，晉級女雙冠軍決賽，創下台灣選手在四大網球公開賽的最佳紀錄。自由電子報
- 1月25日，台灣民主基金會舉辦全球新興民主論壇倡議大會，邀請蒙古國前總統奧其爾巴特、南韓前總統金泳三、南非前總統戴克拉克、波蘭前總統華勒沙和薩爾瓦多前總統佛洛瑞斯等五國的卸任元首與會。與會的中華民國總統陳水扁並表示「結合新興國家 散播民主理念」。自由電子報
- 1月26日，台灣網球選手莊佳容、詹詠然在澳網女雙決賽中以4:6、7:6、1:6不敵辛巴威、南非搭檔，獲得亞軍，但仍創下台灣選手在四大網球公開賽的最佳紀錄。自由電子報
- 1月30日，第十五屆台北國際書展於台北世界貿易中心開幕，主題國家為俄羅斯。維基新聞
- 1月31日，第十五屆台北國際書展舉行金蝶獎頒獎典禮，亞洲新人封面設計金獎得主從缺，評審總召集人王行恭表示，亞洲各國的創意設計，建議可走國際化路線較佳。維基新聞

### 2月
- 2月3日，因力霸集團弊案而被通緝的王又曾，在遭新加坡政府遣返美國後，飛抵洛杉磯，隨即被美國移民官員留置偵訊，由於王又曾不肯主動撤回入境要求，於六小時後送往聖塔安納移民局拘留中心，美國移民法庭將在一週內開庭，決定是否遣返王又曾。自由電子報
- 2月5日，國家安全會議秘書長邱義仁、總統府秘書長陳唐山職務對調；國家安全局局長薛石民調任戰略顧問，遺缺由副局長許惠祐升任，成為首位文人出身的國安局長。自由電子報
- 2月12日，中華郵政、中國石油即日起更名為台灣郵政、台灣中油。自由電子報
- 2月13日，中國國民黨主席馬英九及前台北市市長辦公室秘書余文因涉及特別費案，被認定「利用職務詐取財物」依違反《貪污治罪條例》起訴。馬英九晚間宣布辭去黨主席一職，並正式宣布參選2008年總統。[2]
- 2月16日，前行政院長謝長廷今天首度鬆口表示會登記民進黨內總統選舉初選，形同為黨內總統提名之爭鳴槍起跑。[3]
- 2月21日，超級馬拉松好手林義傑以111天的時間，跑步7300公里，成功橫越撒哈拉沙漠。
- 2月22日，民進黨主席游錫堃早上在宜蘭縣冬山鄉定安宮宣布參與角逐民進黨總統候選人。[4]
- 2月27日，行政院長蘇貞昌宣佈將於2009年起實施十二年國民基本教育。
- 2月28日，二二八國家紀念館正式揭牌開幕，而以二二八國家紀念館為主題的首套台灣郵票也於同日發行。

### 3月
- 3月2日，台灣高速鐵路板橋—台北段正式加入營運。
- 3月4日，台南縣鹽水蜂炮以長達13公里的「火龍傳奇」（連珠炮），在全程僅熄滅一次的情形下，打破不間斷鞭炮的金氏世界紀錄。
- 3月8日，力霸集團弊案偵結，台北地檢署依違反證券交易法等罪名起訴力霸集團創辦人王又曾、王金世英等107名被告；其中王又曾遭檢方求刑30年，王金世英、王令一、王令台被求刑28年，全案起訴書厚逾940頁，犯罪金額超過新台幣700億元，創下台灣司法史紀錄。
- 3月13日，財政部宣佈自3月16日起對自中華人民共和國進口的鞋靴課徵43.46%的臨時反傾銷稅。
- 3月13日，明基電通爆發疑似內線交易醜聞，營運總部遭桃園地檢署大規模搜索。
- 3月15日，總統陳水扁宣佈義務役役期自2007年7月1日起縮短為一年兩個月。
- 3月15日，國道三號烏山頭交流道附近發生兩名歹徒襲警奪槍、攔車殺人的重大刑案，蕭姓車主因拒不停車遭槍擊身亡，兩嫌另搶奪李姓車主轎車後逃逸。
- 3月17日，11日捷運劍潭站女大學生性侵案，繼嫌犯之一洪傑鴻在16日落網後，另一嫌犯林世煌也遭到逮捕，全案宣告偵破，而林嫌在逃亡過程中又犯下性侵強盜案。自由電子報
- 3月19日，15日國道三號烏山頭交流道襲警奪槍、攔車殺人案，「真正」共犯方旭良在嘉義落網，先前遭逮捕的陳榮吉被證實「並非」嫌犯，已獲得釋放，台南縣警察局為此一烏龍事件道歉。另一主嫌石國慶則在晚間攜槍投案。自由電子報
- 3月22日，台灣九段圍棋好手周俊勳於第11屆LG杯世界圍棋棋王戰中以兩勝一敗的成績擊敗中國棋手胡耀宇，成為首位台灣本土培養的世界棋王。
- 3月22日，中國國民黨籍立法委員邱毅涉嫌於2004年總統大選後率眾包圍、衝撞高雄地方法院一案，最高法院維持二審原判，依首謀聚眾滋擾罪判處有期徒刑一年兩個月定讞。
- 3月24日，2007年國際自由車環台賽進入台北市政府繞圈賽，首度發生「因為主集團遭到小型領先集團超越達一圈以上」而提前結束比賽的紀錄，但美國瑪吉斯車隊的蕭恩（Milne Shawn）仍舊獲得總冠軍黃衫，而台灣的彭貴祥則拿下台灣組總冠軍。維基新聞
- 3月25日，家樂福台北國道馬拉松半程馬拉松組，傳出選手因休克在比賽途中死亡的意外，是歷年台北國道馬拉松舉辦以來，第二起選手死亡意外。維基新聞
- 3月26日，被警方鎖定犯下近日台中市三起重大槍擊案的嫌疑犯周政保，公然寄出自拍持槍恐嚇光碟至TVBS，警政署下令全力緝捕歸案。
- 3月28日，26日黑道份子周政保持槍恐嚇光碟影片被證實係由TVBS記者史鎮康所自導自演拍攝，TVBS為此事公開道歉，並宣佈將史鎮康與該台中部新聞中心特派員張裕坤免職。
- 3月29日，錄製持槍恐嚇光碟影片的黑道份子周政保傍晚於台中縣烏日鄉落網，其所持有的槍枝被證明為玩具槍。台中地院諭令配合周政保拍攝光碟的TVBS記者史鎮康以新台幣10萬元交保候傳，中部特派員張裕坤飭回，政府、其他媒體及各界輿論紛紛痛斥TVBS的造假行徑。
- 3月30日，NCC認定TVBS內部新聞控管完全失靈，裁處TVBS、TVBS-N各新台幣100萬元罰鍰，總經理李濤必須於文到後七日內撤換，副總經理李四端必須於行政職與主持人間選擇一職。

### 4月
- 4月2日，專司偵辦高官貪瀆的最高法院檢察署特別偵查組正式掛牌成立。
- 4月2日，TVBS宣佈總經理李濤請辭獲准，副總經理李四端即日起不再播報新聞及主持節目。
- 4月3日，新聞局長鄭文燦因台視釋股風波請辭獲准。
- 4月3日，陸軍航空特戰指揮部一架UH-1H直升機，下午實施訓練偵查途中，疑因天候不良撞上高雄縣旗山鎮的警廣發射塔，機上包括601空騎旅正副旅長在內的八名軍士官全數殉職，國防部下令同機型直升機全部停飛。
- 4月5日，中華職棒統一獅與兄弟象之戰，九局比賽歷時4小時52分，6日獲得國際棒球總會確認刷新世界職棒正規九局比賽最長時間紀錄。
- 4月7日，蔣介石來台後的第一座總統官邸草山行館凌晨發生大火，主建物遭到焚毀。
- 4月9日，行政院以任用親友擔任公務車駕駛為由，將NCC委員吳忠吉、劉孔中解職並移送監察院，主委蘇永欽、副主委劉宗德亦遭書面申誡。行政院同時以對NCC具有「監督權」為由，對NCC提出九大限期改正事項。
- 4月11日，明基電通內線交易案，董事長李焜耀、總經理李錫華遭桃園地檢署依被告身分傳喚到案，訊後分別以新台幣1500萬、1000萬元交保。
- 4月11日，台視第一階段公股釋出開標，由非凡國際科技以每股新台幣24.1元、總價17.42億元，取得台視25.77%股權，加上該公司所收購之日股，持股達40%，成為台視最大股東。
- 4月11日，雲林縣土庫鎮天主教永年中學因校地糾紛及違建問題，校舍、圍牆遭鎮民代表公然噴漆。
- 4月13日，旅日棒球選手林恩宇生涯一軍初登板面對北海道日本火腿鬥士，主投6局無失分、投出3次三振、僅被擊出2支安打，獲得生涯首勝。
- 4月18日，板橋地檢署檢察官指揮員警兵分十八路，破獲台灣最大簽賭網站，半年內簽賭金額超過新台幣15億，兩名涉嫌包庇的員警亦遭逮捕。
- 4月20日，一輛衛豐保全運鈔車下午於台北市合作金庫中山分行前遭搶匪持槍搶劫，兩名保全員分別中彈，其中一人傷重不治，搶匪劫走新台幣1600萬現鈔後逃逸。
- 4月22日，一名國立東華大學女研究生晚間遭嫌犯黃信仁製造假車禍性侵得逞，但旋即遭被害人同學及附近民眾制伏，供稱已犯下六起案件。黃嫌於23日遭花蓮地方法院裁定收押禁見。
- 4月24日，國防部宣佈漢光二十三號演習電腦兵棋推演結果，顯示登陸台灣的解放軍全數遭國軍殲滅，但台灣西部重要軍事設施亦遭到共軍飛彈重創，同時凸顯反潛、反飛彈能量不足。
- 4月24日，旅美棒球選手王建民本季首度登板先發，面對坦帕灣魔鬼魚主投6.1局，被擊出9支安打，失4分，終場洋基以4:6敗北，王建民吞下本季首敗。
- 4月25日，行政院長蘇貞昌晚間宣布中華民國與聖露西亞恢復外交關係，邦交國增加為25國，外交部長黃志芳表示爭取在最短時間內完成所需手續。
- 4月26日，中國奧委會宣佈北京奧運聖火將於明年4月自越南胡志明市傳往台北市再傳進香港，加上中國多次聲明此為「國內傳遞路線」，中華民國政府以「矮化台灣主權」為由宣布拒絕奧運聖火來台。聯合新聞網
- 4月26日，立法委員邱毅因教唆宣傳車司機撞毀高雄地院大門，被最高法院判處有期徒刑一年二月確定。三點四十二分許搭乘地檢署警備車進入燕巢監獄，編號3665。自由電子報
- 4月30日，中華民國與東加勒比海島國聖露西亞正式簽署建交公報，全面恢復大使級外交關係。

### 5月
- 5月1日，行政院勞工委員會主委李應元宣布請辭。
- 5月2日，中國國民黨正式提名前主席馬英九參選2008年總統。
- 5月3日，美國時代雜誌公佈2007年年度全球百大影響力人物，旅美棒球選手王建民入選 「英雄與偶像類」人物，來自台灣的YouTube創辦人之一陳士駿則入選「創辦者與重量級人士類」人物。
- 5月4日，立法院三讀通過地方制度法部分條文修正案，規定人口達200萬以上的縣，未升格直轄市前，準用直轄市相關制度規定，人口超過370萬人的臺北縣將優先適用。
- 5月5日，旅美棒球選手王建民先發出戰西雅圖水手隊，以主投8局僅被擊出2支安打失1分，前7.1局使對手22上22下的優異表現，率領洋基以8:1擊敗水手，獲得個人本季首勝。
- 5月6日，2008年總統大選民進黨黨內初選進行黨員投票，前行政院長謝長廷以62,849票、得票率44.66%取得領先，行政院長蘇貞昌宣佈退出初選，民進黨主席游錫堃宣佈停止競選活動。
- 5月7日，中華民國（台灣）與薩爾瓦多、宏都拉斯簽署自由貿易協定，為台灣所簽署的第四份自由貿易協定及第一份多邊自由貿易協定。
- 5月8日，九十六年度中央政府總預算案遲未通過，台南市長許添財、高雄縣長楊秋興、嘉義市長黃敏惠、金門縣長李炷烽等14位縣市長發表共同聲明，要求立法院秉持「預算中立化」原則儘速通過總預算案。

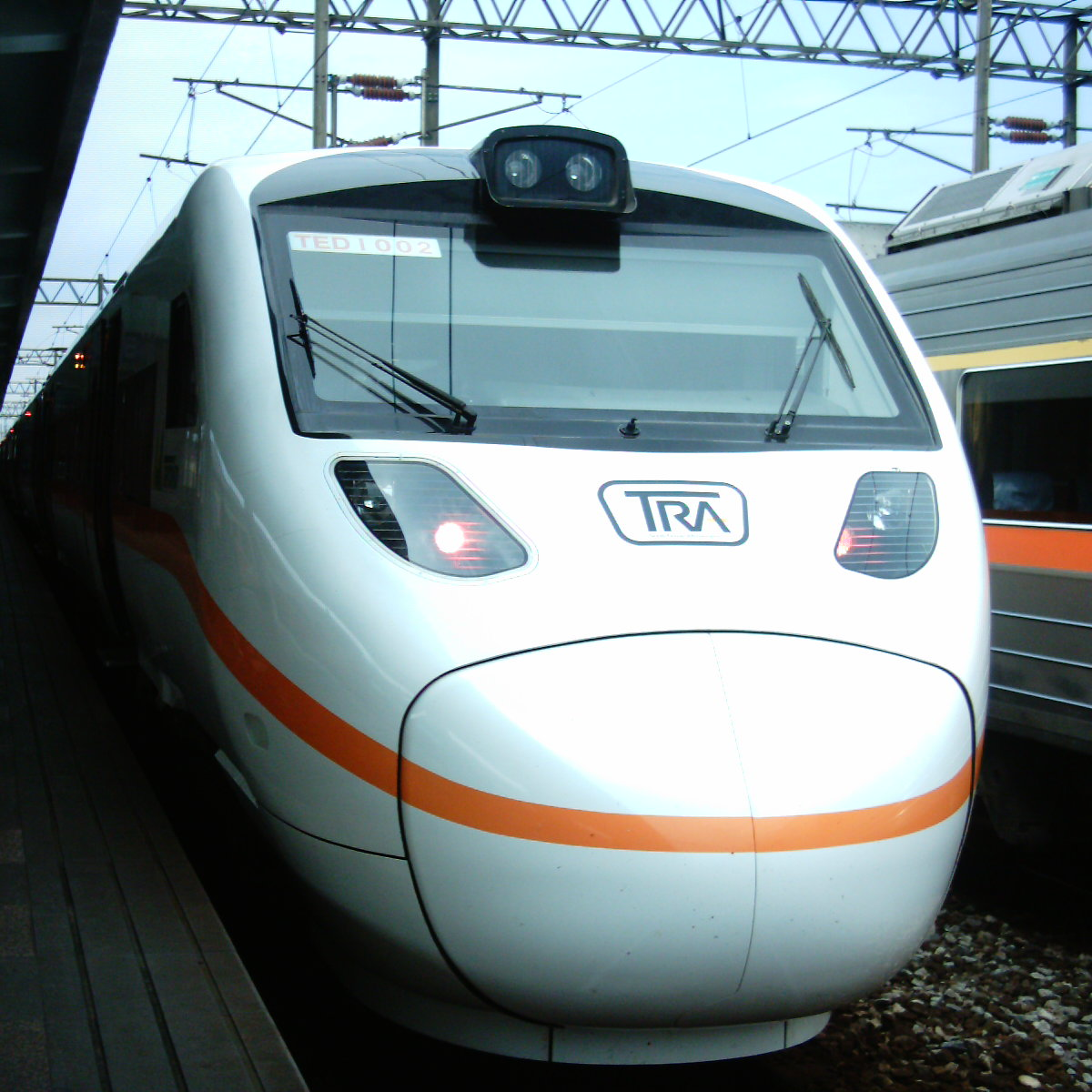
臺灣鐵路管理局於2007年所新購的TEMU1000型太魯閣號傾斜式列車，該車採用動力分散式及傾斜式機構來克服狀況較差的路線，也使得該車能達到高速過彎的目標。

- 5月8日，台灣鐵路管理局為配合太魯閣號傾斜式列車正式上路與百福車站通車，約500多班次列車進行大改點。
- 5月9日，三立新聞台針對「二二八事件六十週年紀念電視專輯」誤將1948年中國國民黨於上海槍決共產黨員畫面當作二二八事件畫面播出一事，舉行記者會公開道歉。
- 5月11日，空軍一架F-5F戰鬥機上午在新竹湖口執行漢光23號演習預演時不幸墜毀，造成正駕駛少校教官魏子淵、副駕駛上尉情報官詹嘉鈞殉職及地面上的新加坡星光部隊士兵兩死兩重傷。
- 5月11日，總統陳水扁舉行國際視訊記者會，訴求國際社會應接受台灣加入世界衛生組織，並強烈批評世衛秘書處片面認定台灣「不是主權國家」及趁夜將其信函塞入台灣駐日內瓦代表處門縫的行為。同日立法院一致通過決議案，支持政府持續推動台灣加入世界衛生組織。
- 5月12日，行政院長蘇貞昌請辭獲准。
- 5月12日，基隆市長補選投票結果揭曉，由中國國民黨提名的現任市議會議長張通榮當選。
- 5月14日，總統陳水扁宣布任命海基會董事長、民進黨不分區立委張俊雄出任行政院長。
- 5月14日，台灣首次以「台灣」名義申請成為世界衛生組織會員一案，經第60屆世界衛生大會投票表決，以17票贊成、2票棄權、148票反對遭封殺，但美國、日本、歐盟、加拿大均在投票後發言支持台灣有意義參與世衛組織、台灣人民應享有健康人權。
- 5月15日，國軍漢光23號演習登場，F-16、幻象2000-5、IDF戰鬥機各兩架成功於中山高花壇戰備道完成降落衝場、掛彈整補、起飛等演練。

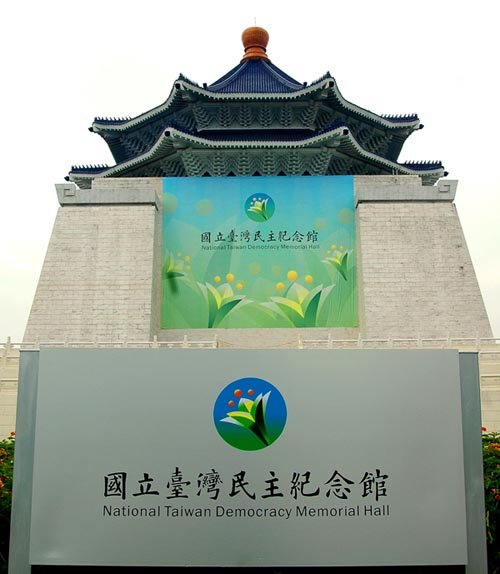
揭幕儀式兩天後的國立臺灣民主紀念館（原命名為中正紀念堂），其中央主館建築的兩側被鋪上大型館名幕簾，幕簾上的圖案代表著回顧1990年的三月學運，攝於2007年5月。

- 5月19日，台北市中正紀念堂正式改名為台灣民主紀念館。
- 5月19日，跆拳道選手宋玉麒在北京世界跆拳道錦標賽在男子輕量級（72公斤級）比賽中連勝五場，奪得台灣史上第六面世跆賽金牌。
- 5月20日，一輛九人座廂型車於南投竹山太極峽谷天梯風景區墜落山谷，造成包括廂型車駕駛在內共4人死亡，另有5人輕重傷。
- 5月21日，新任行政院長張俊雄、副院長邱義仁及多名新任部會首長正式宣誓就職。
- 5月21日，台灣史上規模最大的王精明夫婦販嬰案，士林地方法院一審依買賣人口罪判處王精明夫婦各有期徒刑12年、併科罰金新台幣150萬元，其餘86名參與仲介的醫護人員及買嬰夫妻則均獲判免刑或緩刑。
- 5月23日，喧騰一時的台鐵南迴線連續破壞事件，屏東地方法院一審依共同殺人罪判處李泰安無期徒刑、褫奪公權終身。
- 5月26日，96學年度第一次國中基本學力測驗登場，共計超過31萬名考生應試，本次測驗首度將作文列入正式考科，題目為「夏天最棒的享受」。
- 5月29日，民主進步黨中執會正式提名謝長廷代表角逐2008年總統大選。
- 5月30日，前總統李登輝前往日本，展開為期11天的「學術交流及探訪『奧之細道』之旅」。
- 5月30日，美國西點軍校台灣參訪團學生爆發性醜聞，陸軍官校宣佈將介紹兩人認識的莊姓學生記兩大過、兩小過留校察看，校長陳良沛記一小過，其餘十餘名幹部分別予以記過、申誡、調離現職等處分。
- 5月31日，教育部公佈96學年度大專院校學雜費調整審議結果，計有東吳、淡江、高應科大等八所調漲，但也有南亞、永達、親民等九所必須調降。

### 6月
- 6月2日，旅美棒球選手郭泓志本季首度登板先發出戰匹茲堡海盜隊，主投4.2局，被擊出5支安打失3分，終場道奇1:3不敵海盜，郭泓志吞下本季首敗。
- 6月5日，高雄市左營區一家洗衣店疑遭投擲汽油彈縱火，造成四人死亡、兩人重傷。
- 6月5日，受梅雨鋒面滯留影響，北台灣各地入夜出現豪大雨，造成社子島、蘆洲、五股、林口等地傳出淹水災情。中央氣象局持續對西半部、東北部、東部地區發出豪雨特報。
- 6月6日，歌手林曉培清晨無照酒駕於台北市南京東路與東興路口撞上騎車上班的林姓護士，林姓護士因顱內大量出血送醫不治，台北地方法院諭令新台幣10萬元交保候傳。
- 6月6日，行政院宣布，每月基本工資自2007年7月1日起由新台幣15,840元調漲為17,280元，調幅9.09%，最低時薪則由66元調漲為95元。
- 6月8日，世界最大客機空中巴士A380首度來台降落於台灣桃園國際機場。
- 6月7日，中華民國外交部上午九時舉行記者會，宣布中華民國（台灣）即日起與哥斯大黎加斷交，中止一切合作計畫。外交部長黃志芳宣布請辭負責。
- 6月8日，基隆市麥金路上午七時許發生坍方，造成三死四傷。
- 6月8日，台灣高鐵列車共計九列次因列車振動偵測器異常及苗栗路段邊坡滑動，發生33分鐘以上的嚴重誤點，其中兩列次誤點超過90分鐘，台灣高鐵決定誤點超過60分鐘以上列次全額退費。
- 6月8日，中台灣以北雨勢鎮日不斷，造成臺中市、豐原、太平市、大雅、清水、沙鹿、梧棲等地紛傳淹水災情，清泉崗機場附近一處營區圍牆倒塌，多條山區道路因落石坍方或溪水暴漲中斷。
- 6月11日，甫自南英商工畢業的林哲瑄正式加盟美國職棒大聯盟波士頓紅襪隊，成為該隊第四位來自台灣的球員。
- 6月11日，基隆地檢署偵辦公務員以國民旅遊卡非法盜刷換取現金案，大規模傳喚數百名涉案公務員到案，大多數公務員坦承非法盜刷，估計全國有逾2500名公務員涉案。
- 6月12日，《農漁會法》部分條文修正覆議案於立法院進行記名表決，結果以96票贊成、115票反對遭到否決。
- 6月12日，旅美棒球選手王建民、郭泓志首次同日先發，王建民以主投7局、6安打、失1分的表現率領洋基以4:1擊敗響尾蛇，獲得個人本季第6勝；郭泓志主投7局、5安打、失1分，且擊出台灣球員於大聯盟的首支全壘打，率領道奇以4:1擊敗大都會，獲得個人本季首勝。
- 6月14日，衛生署公佈2006年台灣十大死因排行，癌症連續25年蟬連榜首，十大死因中除自殺外的死亡率均呈下降趨勢。全體國民平均壽命77.5歲，男性平均壽命74.57歲、女性平均壽命80.81歲，均呈增加趨勢。
- 6月15日，延宕近半年之久的96年度中央政府總預算案晚間三讀通過，歲入部份刪減246億元，歲出部分刪減344億元，P-3C反潛機、愛國者飛彈二型升級、潛艦先期評估預算通過，愛國者飛彈三型預算遭全數刪除。
- 6月15日，2006年高雄市長選舉選舉訴訟，高雄地方法院一審宣判陳菊當選無效，選舉無效之訴駁回，陳菊陣營表示上訴到底。

- 6月15日，司法院大法官做出第627號解釋文，認定總統享有國家機密特權，並強調總統依憲法第52條規定享有刑事豁免權，不得拋棄。
- 6月15日，台灣鐵路管理局3902次試運轉列車因列車防護系統（ATP）故障及司機員冒進號誌，與2719次區間車在宜蘭線大里車站南端發生邊撞，造成5死15傷，東部幹線全面中斷，晚間11時恢復單線通車。
- 6月16日，第18屆金曲獎舉行頒獎典禮，最佳國語男女歌手李玖哲、蔡依林，最佳國語專輯《Wake Up》，最佳台語男女演唱人施文彬、謝金燕，最佳年度歌曲《今天妳要嫁給我》，觀眾票選最受歡迎男女歌手羅志祥、蔡依林。已故音樂人張弘毅、馬兆駿分別獲頒特別貢獻獎、文化傳播專業獎章。
- 6月17日， 台灣高等法院裁定台北地檢署抗告成功，駁回東森集團總裁王令麟以新台幣1億元交保之裁定，台北地方法院重新以有串證及湮滅證據之虞，裁定收押禁見。
- 6月21日，白米炸彈犯楊儒門獲得總統陳水扁特赦，結束一年五個月的牢獄生活。
- 6月23日，國民黨2008年總統大選參選人馬英九於上午召開記者會，正式宣佈副手搭檔人選，由前行政院長蕭萬長出任副手。馬英九強調，之所以做出這個決定，主要是考量蕭萬長的四項特色：「經驗豐富」、「貢獻卓著」、「不分黨派」、「新意不斷」。Yahoo!奇摩新聞[]
- 6月23日，美國政府表示，美國不反對台灣就內政議題舉行公投，但「以台灣名義加入聯合國」公投涉及片面改變現狀，所以美國反對。Yahoo!奇摩新聞[]

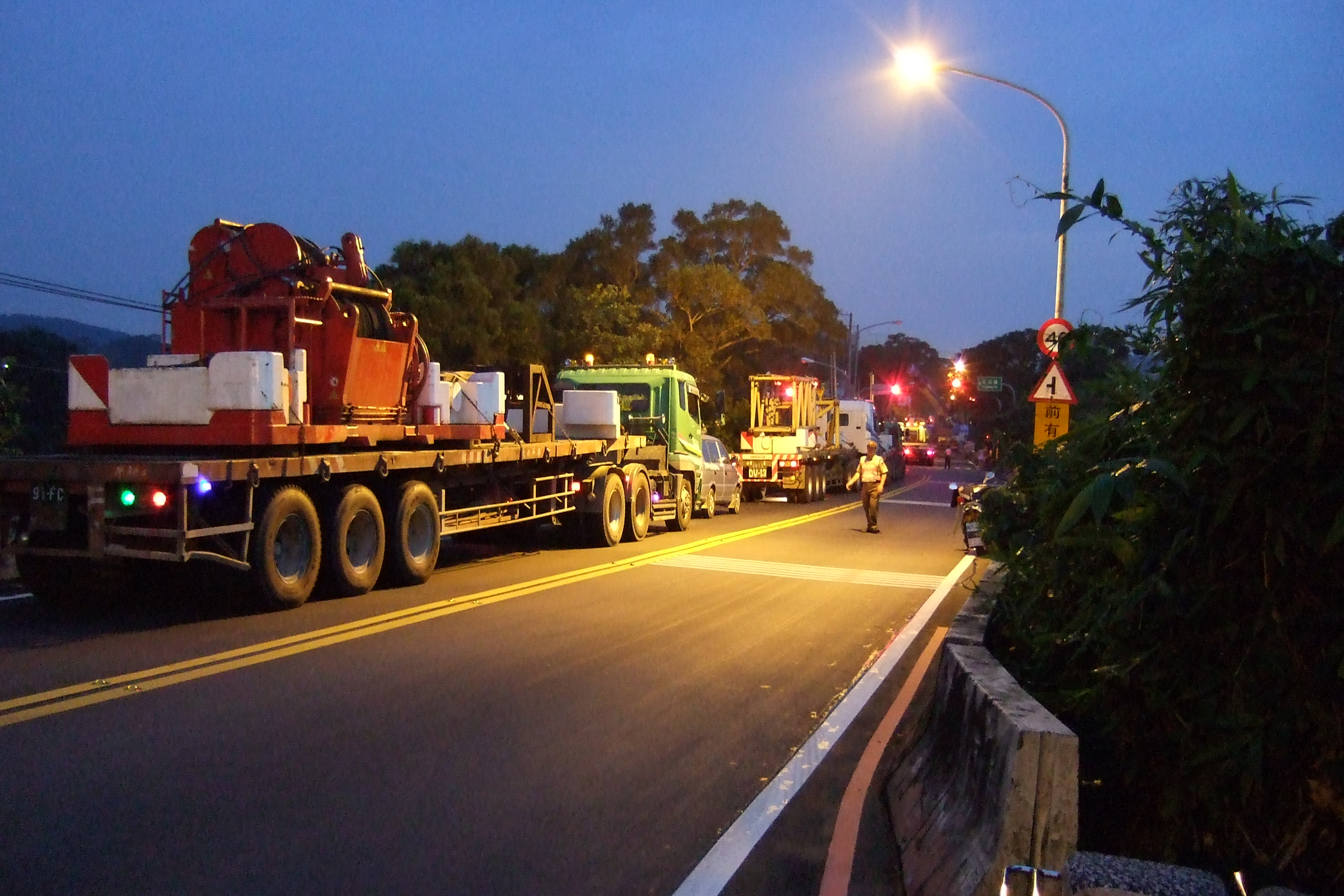
2007年陽明山遊覽車事故次日晚間19時的仰德大道與永公路口現場情況。

- 6月24日，陽明山仰德大道發生遊覽車疑似煞車失靈撞上小轎車後翻落山谷的嚴重車禍，造成8人死亡，25人輕重傷。新浪社會新聞（页面存档备份，存于）
- 6月24日，台北市警方與槍殺台北縣議員吳善九的嫌犯藍家偉，於台北市市民大道、華陰街口附近爆發激烈槍戰，藍家偉在無路可逃後舉槍自盡。
- 6月29日，纏訟16年的蘇建和案，台灣高等法院更審改判蘇建和、劉秉郎、莊林勳等三人死刑、褫奪公權終身，蘇建和及義務辯護律師團表示上訴到底。
- 6月30日，香港政府與香港警方連續第三天在香港國際機場強行將持有合法香港簽證的台灣法輪功學員驅逐出境，當日人數總計近300人。

### 7月
- 7月4日，貓空纜車於下午兩點正式營運，不過上午試乘時在貓空站發生兩座車廂碰撞意外，造成纜車系統一度停擺；下午則因為乘客上車時車廂過度搖晃，造成纜車系統又停擺一段時間後才恢復正常。星島日報
- 7月4日，行政院宣佈撤銷NCC核准中廣股權移轉及變更負責人的行政處分，並將部分委員函送檢方偵辦；NCC則表示將提出釋憲。
- 7月8日，旅美棒球選手胡金龍參加明日之星對抗賽，以兩打數兩安打、2分打點及1次盜壘成功的表現獲得最有價值球員獎（MVP），為首位獲得此項榮譽的台灣球員。
- 7月14日，旅美棒球選手王建民先發出戰坦帕灣魔鬼魚，主投6局，被擊出7支安打失3分，投出6次三振、1次觸身球，率領洋基以6:4擊敗魔鬼魚，獲得個人本季第十勝。

- 7月16日，中華民國九十六年罪犯減刑條例正式生效，施行首日全國各監所共計有9,597名受刑人獲得釋放。
- 7月20日，立法院臨時會結束，歷經十餘年規劃的《國民年金法》三讀通過，象徵台灣社會安全體系全面建構完成，國民年金預計於2008年10月1日正式開辦。同日《遊說法》亦三讀通過，使台灣成為全球第三個立法規範遊說行為的國家。
- 7月21日，台北市於中午12時51分測得38.6℃高溫，追平1921年7月31日的七月最高溫紀錄，同時也是台北市百年來第三高溫紀錄。
- 7月21日，貓空纜車發生營運以來最嚴重非天候因素故障事件，共計有57個車廂、323名乘客困在半空中長達兩小時。
- 7月21日，台北市大佳河濱公園舉行的萬人崇BIKE活動，以1901台自行車，在3.2公里內的不間斷地遊行，成功刷新由荷蘭在2006年以641台創下的金氏世界紀錄。維基新聞
- 7月23日，植物病理與微生物學系副教授謝煥儒於台北市馬場町河濱公園遭甫減刑出獄的煙毒前科犯楊振堂毆打後送醫不治，為全國大減刑後最嚴重的更生人犯罪案件。
- 7月23日，花蓮外海晚間9時40分發生規模6.0的有感地震，全台各地均能感受到震動，但未有任何災害傳出。
- 7月27日，周政保嗆聲影帶事件經地檢署偵查終結，依恐嚇危害安全罪求處持槍嗆聲的周政保有期徒刑兩年，前TVBS記者史鎮康、張裕坤有期徒刑一年，其餘TVBS管理階層皆獲不起訴處分。
- 7月28日，台灣發現第一顆由台灣發現的彗星，編號C/2007 N3，命名為「鹿林彗星」。奇摩新聞[]
- 7月28日，東德末任總理德梅基耶昨日抵台訪問，參與「轉型正義經驗比較國際研討會」。並建議台灣應把討回的黨產，用在社福、醫療與教育，將更受支持。自由電子報
- 7月29日，國民黨總統參選人馬英九在出席北市「藍天再現」後援會造勢活動時誤用「罄竹難書」形容八年市政政績。自由電子報
- 7月31日，經濟部宣布台灣中油公司在8月14日之前不會調漲油價，浮動油價機制將進行通盤檢討。台塑石化亦宣布暫不調整油價。

### 8月
- 8月3日，「反貪腐倒扁總部」於去年國慶日發動的天下圍攻集會，經台北地檢署偵查終結，依違反集會遊行法將施明德、沈智慧、郭素春、李新、李永萍、范可欽等16人提起公訴。
- 8月3日，黃姓軍人去年6月遭酒駕情侶曾啟文、蘇瑞敏於台15線竹北段拖行致死案，新竹地方法院一審依共同殺人罪分別重判無期徒刑及有期徒刑14年。
- 8月7日，中央氣象局於清晨5時30分發布輕度颱風帕布的海上陸上颱風警報，陸上警戒區範圍為雲林以南、南投、東部、蘭嶼、綠島、澎湖。
- 8月8日，96年度指定科目考試放榜，錄取率達96.28%，再創歷史新高，但經加權後的最低錄取分數18.47分則創歷史新低。
- 8月8日，中央氣象局於上午11時30分發布輕度颱風梧提的海上陸上颱風警報，陸上警戒區範圍為新竹、苗栗、中部、南部、東部、蘭嶼、綠島。下午14時30分，中央氣象局解除輕度颱風帕布的海上颱風警報。
- 8月8日，經濟部常務次長侯和雄因涉及多起治水工程弊案遭南投地方法院裁定收押禁見，隨後遭行政院予以停職。
- 8月8日，旅美棒球選手王建民先發出戰多倫多藍鳥隊，僅主投2.2局被擊出9支安打，2次保送失8分，終場洋基以4:15不敵藍鳥，王建民吞下本季第六敗，也是大聯盟生涯先發局數最短及失分最多的比賽。
- 8月8日－8月18日在泰國曼谷的2007年夏季世界大學生運動會，相關成績請見這。
- 8月9日，輕度颱風梧提於上午9時自台東成功登陸，中央氣象局於上午11時30分將梧提颱風降為熱帶性低氣壓，解除颱風警報。
- 8月12日，2007年世界聽障游泳錦標賽在國立體育學院開幕，潘政在男子50公尺自由式中僅獲12名，另外，陳涓妮在女子100公尺蝶式比賽中，僅獲第四名，皆與金牌無緣，而里特維寧科（Ganna Lytvnenko）則在女子50公尺自由式中刷新女子聽障游泳選手的金氏世界紀錄。[5][6]
- 8月13日，梧提颱風所引進的旺盛西南氣流在中南部降下驚人雨量，屏東瑪家單日累積雨量超過1000公釐，超過30個測站達超大豪雨（350公釐）標準，各地淹水災情頻傳，多處交通中斷。
- 8月13日，前行政院長蘇貞昌表示，謝長廷已展現最大誠意與十足善意，加上黨內各方勸進聲音，他必須「以大局為重做出判斷」，才能達到讓本土政權勝選的目標。此項發言，已形同改變心意、接受謝的邀請，促成「長昌配」奇摩新聞
- 8月14日，台北市長特別費案經台北地方法院一審宣判，前台北市長馬英九獲判無罪，前市長室秘書余文依偽造文書罪判處有期徒刑1年2月。[7]
- 8月16日，臺北縣八里鄉開膛女裸屍命案，兇嫌闕姓計程車司機遭警方逮捕，作案原因疑似為財務糾紛。
- 8月16日，中央氣象局於晚間8時30分發布強烈颱風聖帕的海上陸上颱風警報。
- 8月17日，總統府副秘書長陳其邁證實陳水扁總統已經邀請葉菊蘭出任總統府秘書長，而葉菊蘭也已經點頭答應。預計20日就可以進行交接工作。奇摩新聞
- 8月18日，強烈颱風聖帕於清晨5時40分自花蓮秀姑巒溪口登陸台灣，並減弱為中度颱風，上午11時自濁水溪口出海。全國各縣市均停止上班上課，台灣高速鐵路亦首次因颱風來襲停駛。
- 8月19日，中度颱風聖帕暴風圈脫離台灣本島，同時減弱為輕度颱風，本島陸上颱風警報於清晨5時30分解除。

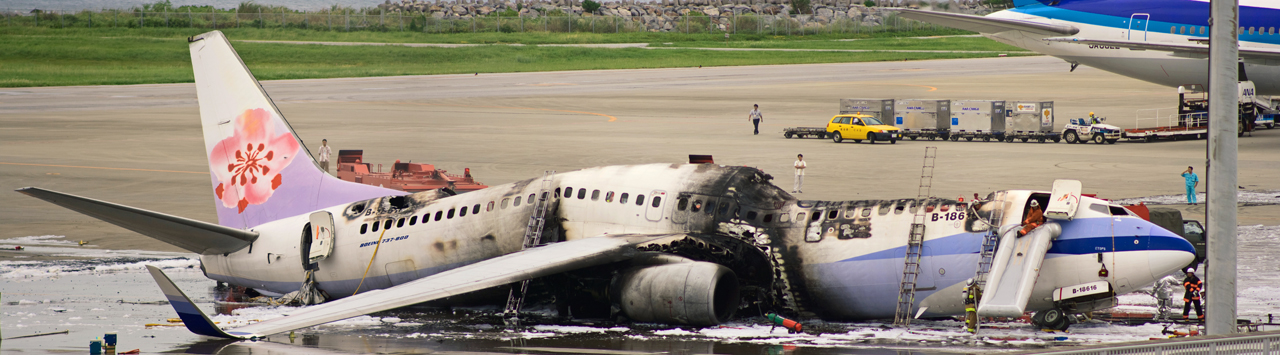
中華航空120號班機（波音737-800型客机）在沖繩縣那霸机场起火爆炸后，經過滅火之後所剩餘的殘骸。所幸机上无人员伤亡，但仍有一名地勤人员遭到波及而受伤，照片攝於2007年8月20日。

- 8月20日，自台北飛往那霸的中華航空120號班機在降落後起火燃燒並發生爆炸，機上157名乘客及8名機組員順利逃生。
- 8月21日，總統陳水扁啟程出訪宏都拉斯、薩爾瓦多及尼加拉瓜，過境美國阿拉斯加州時以不下機方式表達對美國政府反對台灣入聯公投的不滿。
- 8月22日，台北市政府早上無預警宣布正式接管台北小巨蛋並派遣警力進駐，同時解除與東森巨蛋公司的委託管理關係，東森方面則稱台北市政府「非法侵入」，將尋求司法途徑解決。
- 8月24日，高雄捷運外勞弊案經高雄地方法院一審宣判，前總統府副秘書長陳哲男因罪證不足獲判無罪，華磐公司負責人嚴世華、王彩碧夫婦，依背信罪分別被判處有期徒刑三年六月和四年。
- 8月25日，中華職棒再傳簽賭打假球事件，先前經台南地檢署約談後責付的中信鯨隊球員曾漢州、紀俊麟遭球團解約，被供出涉案的鄭昌明、陳健偉、黃貴裕遭無限期禁賽。
- 8月29日，行政院核定《紀念日及節日實施辦法》修正案，將先總統蔣公誕辰紀念日及先總統蔣公逝世紀念日予以刪除。
- 8月29日，2007年亞洲青棒錦標賽冠軍戰，台灣以1:0力克南韓，史上第二次且連續兩次主辦均奪得冠軍榮銜。
- 8月30日，旅美棒球選手王建民先發出戰波士頓紅襪隊，主投7局僅被擊出一支安打無失分，率領洋基以5:0擊敗紅襪，獲得個人本季第16勝，在大聯盟勝投榜中並列領先。
- 8月30日，公平交易委員會以違反《公平交易法》為由，對同時漲價的統一、味全、光泉分別裁處新台幣450萬、350萬、350萬的鉅額罰金。
- 8月31日，總統陳水扁正式提名現任司法院大法官賴英照、謝在全為新任司法院正副院長，林錫堯、葉俊榮、許志雄等八人為新任大法官。

### 9月
- 9月1日，遭中國限制出境、軟禁的台灣新光三越兼北京新光天地總經理吳昕達返回台灣，但所有北京新光天地台籍幹部全數遭到撤換。
- 9月1日，旅美棒球選手胡金龍向球團報到，正式升上美國職棒大聯盟，成為台灣第一位登上大聯盟的內野手，也是洛杉磯道奇隊的第四位台灣球員。
- 9月3日，財政部公佈台灣運動彩券招標權，由前公益彩券發行單位台北富邦銀行得標，發行權期限至2013年12月31日。
- 9月3日，海峽盃籃球賽發生鬥毆事件，中國江蘇南鋼隊球員孟達歐傷台灣啤酒籃球隊球員吳岱豪鼻子，引起台啤隊憤而罷賽。奇摩新聞－TVBS奇摩新聞－民視維基新聞
- 9月4日，《台灣關係法》起草人之一、美國傳統基金會傑出研究員費浩偉拜會陳水扁總統，對於美國反對台灣推動入聯公投，費浩偉認為美政府有違背美國法律之虞，因為台灣關係法從未提及台灣需要以國家的身分才能加入國際組織。奇摩新聞－自由時報
- 9月7日，宜蘭南澳外海發生芮氏規模6.6的地震，全台各地均能感受到震動，造成羅東一處牌樓倒塌。
- 9月8日，旅美導演李安所執導的電影《色，戒》榮獲第64屆威尼斯國際電影節最佳影片金獅獎。
- 9月8日，908台灣國運動舉行萬人升旗典禮，呼籲美國支持台灣加入聯合國。民主進步黨主席游錫堃在活動中表示認同台灣已是主流民意，獨立建國也是主流民意。奇摩新聞－民視奇摩新聞－東森
- 9月9日，網球選手莊佳容、詹詠然在美網女雙決賽中以4:6、2:6不敵法國、俄羅斯搭檔，獲得亞軍。
- 9月9日，第一屆「台非元首高峰會」登場，總統陳水扁、史瓦濟蘭國王恩史瓦帝三世、布吉納法索總統龔保雷、聖多美普林西比總統梅尼士、馬拉威總統莫泰加及甘比亞副總統賈莎迪簽署《台北宣言》，友邦一致支持台灣加入聯合國及WHO的合法權利，並將繼續堅定支持台灣完整參與國際及區域組織與活動應有權利。自由電子報
- 9月11日，旅美棒球選手胡金龍在洛杉磯道奇與聖地牙哥教士比賽的九局下半上場代打，擊出個人大聯盟生涯首支安打，為左外野方向的陽春全壘打。
- 9月12日，新光三越遭北京華聯集團「坑殺」事件，在中國國台辦及商務部介入協調下達成共識，華聯集團為此前行為道歉，北京新光天地所有台籍幹部恢復職務。
- 9月12日，台北捷運新莊線新莊機廠正式恢復施工，超過百名反對施工的學生及社運人士遭優勢警力強力驅逐。
- 9月15日，台灣糖業鐵路通車一百週年。
- 9月17日，中央氣象局於14時30分發布中度颱風韋帕的海上陸上颱風警報，陸上警戒範圍為苗栗縣（含）以北、宜蘭、花蓮、馬祖。
- 9月19日，中央氣象局於8時30分解除中度颱風韋帕的海上陸上颱風警報。
- 9月19日，聯合國總務委員會討論台灣首次申請加入聯合國案，經正反方二對二辯論後，決議不將本案納入聯合國大會議程。
- 9月20日，中央銀行宣布調升重貼現率、擔保放款融通利率及短期融通利率各半碼（0.125%）。
- 9月20日，國際奧會宣佈，由於台海兩岸未能達成共識，北京奧運聖火確定不會來到台灣。
- 9月21日，民進黨籍首長特別費案偵查終結，副總統呂秀蓮、民進黨主席游錫堃、國安會秘書長陳唐山依偽造文書及貪污等罪嫌遭起訴；民進黨正副總統參選人謝長廷、蘇貞昌則獲不起訴處分。
- 9月23日，2007年日月潭國際萬人泳渡活動傳出意外，造成兩死兩傷，為活動舉辦25年來最嚴重的傷亡紀錄。
- 9月23日，調查局偵破共諜案，被中國國安部吸收為間諜的離職調查員陳志高及涉嫌賣出情資的現任調查員林羽農遭逮捕，台北地方法院依違反《國家安全法》罪名等裁定兩人收押禁見。
- 9月23日，台灣選手程文欣和簡毓瑾在YONEX台北羽球公開賽中擊退印尼組合莉莉安娜、薇塔，以21：15、17：21、21：18拿下女雙冠軍。[8]
- 9月26日，旅美棒球選手王建民本季最後一次先發面對坦帕灣魔鬼魚隊，主投6局、7安打、6三振、失2分，率領洋基以12:4擊敗魔鬼魚，獲得個人本季第19勝。2007年球季成績為19勝7敗、防禦率3.70、104次三振。
- 9月27日，立法院進行司法院正副院長及大法官同意權投票，賴英照、謝在全獲得同意出任正副院長，林錫堯、李震山等四人獲得同意出任大法官，葉俊榮、劉幸義等四人遭到否決。東森新聞
- 9月29日，在陳水扁總統揭牌之下，行政院東部聯合服務中心於花蓮正式成立。PChome新聞－中央社（页面存档备份，存于）

### 10月
- 10月1日，臺北縣正式升格準直轄市，在縣長周錫瑋及各方見證之下，於本日上午舉行升格典禮。但因為統籌分配款的爭議，升格之前引發北高兩位市長郝龍斌與陳菊不滿。番薯藤（页面存档备份，存于）
- 10月1日，基隆地檢署與國防部軍事檢察署共同偵破國防部軍備局採購工程弊案，近年來共計有至少20件重要軍事土木、營建工程涉及官商勾結，多項重要國防機密文件外洩。番薯藤（页面存档备份，存于）
- 10月4日，竹聯幫精神領袖、江南案主嫌陳啟禮因胰臟癌病逝香港，享年64歲。東森新聞（页面存档备份，存于）
- 10月4日，旅美棒球選手王建民於美聯季後賽首輪首戰先發出戰克夫蘭印地安人，主投4.2局、被擊出包含2支全壘打的9支安打、失8分全為責失，終場洋基以3:12不敵印地安人，王建民吞下敗投，印地安人在系列賽取得一比零領先。

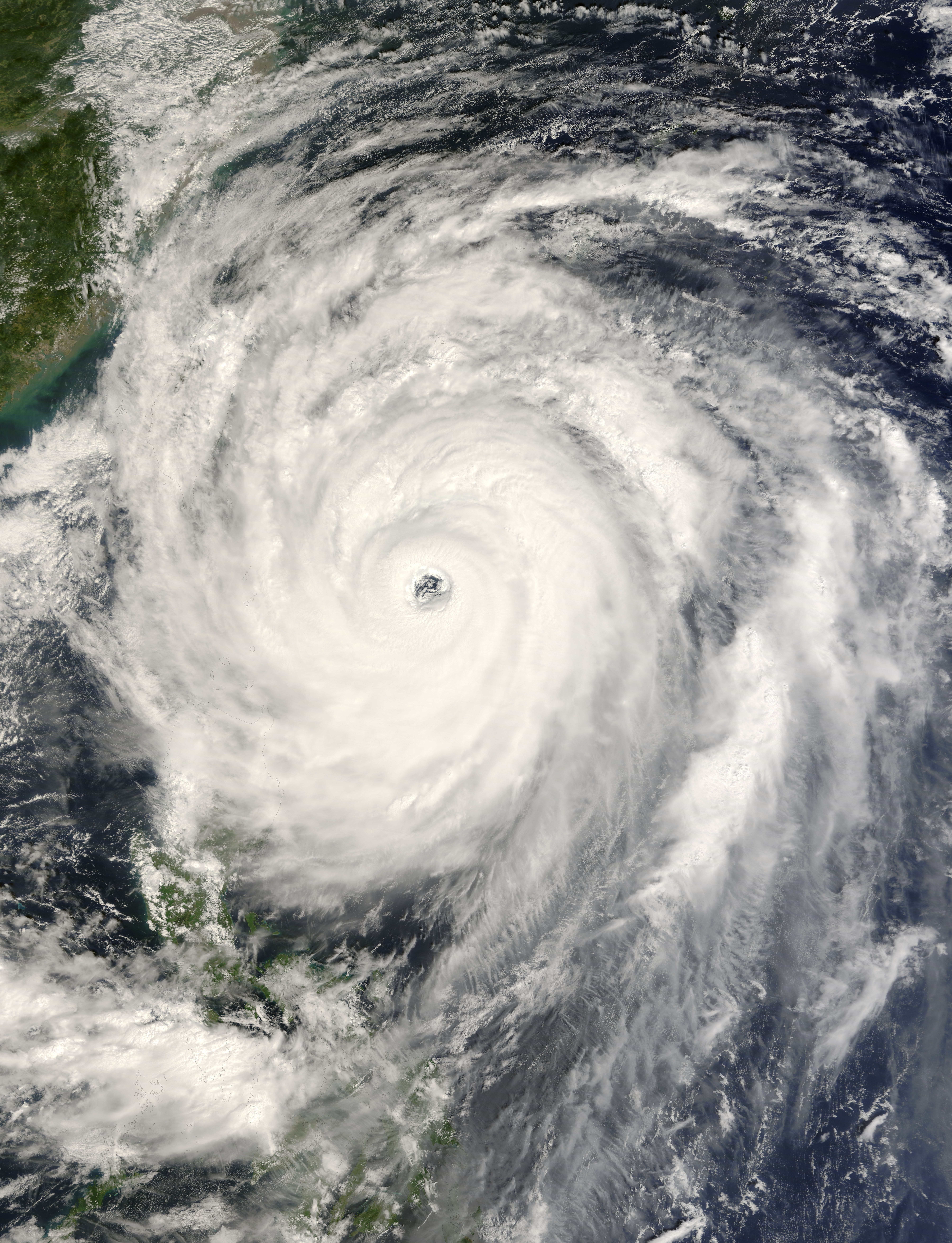
強烈颱風柯羅莎正接近台灣本島，由隸屬於美國國家航空暨太空總署的氣象衛星透過MODIS儀器取得影像，攝於2007年10月5日2時10分。

- 10月5日，中央氣象局於清晨5時30分發布強烈颱風柯羅莎的海上陸上颱風警報，台灣各地均應嚴加戒備。
- 10月6日，中度颱風柯羅莎下午在花蓮、宜蘭外海附近打轉一圈後，於晚間22時30分自三貂角登陸，23時20分自基隆出海，強度迅速減弱。
- 10月7日，中央氣象局於晚間23時30分解除輕度颱風柯羅莎的颱風警報。我的E政府網站－中央社[永久]
- 10月8日，旅美棒球選手王建民於美聯季後賽首輪第四戰先發出戰克夫蘭印地安人，僅僅主投1局又3人次、被擊出包含1支全壘打的5支安打、失4分全為責失，終場洋基以4:6不敵印地安人，王建民吞下敗投，洋基以一比三遭到淘汰。
- 10月8日，台灣選手劉祐辰於美國西雅圖贏得2007年世界電玩大賽「世界街頭賽車3」銅牌。唯持國旗上台領獎時遭中國選手出言辱罵及動粗。
- 10月10日，中華民國九十六年國慶，中華民國國軍自1991年後首度參與國慶大會表演。番薯藤（页面存档备份，存于）
- 10月17日，陳水扁總統第二次就職民主進步黨主席。番薯藤新聞－中央社（页面存档备份，存于）
- 10月22日－10月29日，貓空纜車停止營運，進行開放營運後首度長時間的維護工作。
- 10月24日，行政院體育委員會主辦的「全民傳聖火·前進聯合國」環台路跑活動，上午於凱達格蘭大道起跑，陳水扁總統擔任路跑隊第一棒。國民黨舉辦的「全民拚生活、重返聯合國—青春鐵馬向前行」活動也於同日在台灣民主紀念館揭幕。番薯藤新聞－中央社⒈（页面存档备份，存于）⒉
- 10月26日，憲兵特勤隊上尉陸增祥上午8時許於玉山官邸警衛室內舉槍自盡，送醫不治，為政府遷台後首次在總統官邸內傳出槍響。中時電子報
- 10月28日，2007年中華職棒總冠軍賽結果出爐，統一獅在第七場比賽中以4:2打敗La New熊，拿下隊史上第五座總冠軍。東森新聞（页面存档备份，存于）
- 10月29日，行政院農業委員會漁業署由台北搬遷至高雄前鎮，於本日正式掛牌營運，成為中央部會中第一個南遷的機關。PChome新聞－央廣（页面存档备份，存于）
- 10月30日，貓空纜車結束維修作業恢復營運。番薯藤新聞－中央社（页面存档备份，存于）

### 11月
- 11月1日，國防部官員表示，因為兵源不足，遞減中的義務役男需求量將調整，明年將修改扁平足、近視和身高體重等體位標準，增加五千役男入伍。此外，國防部也計畫暫停辦理「常備役體位役男以專長改服替代役」措施，以增加兵源。PChome新聞─TVBS（页面存档备份，存于）
- 11月1日，亞東關係協會與日本交流協會完成台日新航約修約簽署，日本正式指定日本航空及全日空飛航台日航線，專為飛航台日航線成立的日亞航走入歷史；長榮航空取得新增的台北至宮崎、小松兩條定期航線航權，復興航空及遠東航空亦取得台日包機航權；台北至大阪航線可延遠至美國。link|date=十一月 2017 |bot=InternetArchiveBot }} 中華日報
- 11月6日，經過行政院「穩定物價工作小組」開會討論，從2007年7月起實施、攸關民生物價走向的浮動油價機制，油價上漲之凍結上限將由現行的15%調整為12%，並於12月1日開始實施。
- 11月7日，行政院於今日院會中通過《地方制度法》修正草案，議定多項攸關地方自治之重要法令。番薯藤新聞－中央社（页面存档备份，存于）
  - 取消鄉、鎮、縣轄市自治：未來鄉鎮市長將改為官派，鄉鎮市長選舉、鄉鎮市民代表將被廢除。
  - 未來各縣市政府的一級主管將全數改由縣市長派任。此外，下一屆縣市長（2009年選出）任期計畫延長為五年。
  - 增訂縣（市）合併改制直轄市的程序及相關配套規範，如果順利完成立法程序，台中縣市將成為首批適用者。PChome新聞－央廣（页面存档备份，存于）
- 11月16日，2006年高雄市長選舉訴訟案經高雄高分院二審宣判，選舉無效之訴部分，維持一審判決；至於當選無效之訴部分則遭到駁回，陳菊仍當選有效，全案宣告定讞。番薯藤新聞（页面存档备份，存于）
- 11月16日，台鐵南迴線連續破壞事件經高雄高分院二審宣判，判處李泰安有期徒刑18年，諭令新台幣20萬元交保候傳。番薯藤新聞－中央社（页面存档备份，存于）
- 11月16日，2007年世界盃棒球賽八強賽，台灣在經過11局延長加賽後以3:6不敵荷蘭，僅能參與五至八名名次賽。
- 11月18日，2007年世界盃棒球賽名次賽，台灣以5:9不敵墨西哥，僅獲得第八名。番薯藤新聞－中廣（页面存档备份，存于）
- 11月19日，台灣駐世界貿易組織代表團對世界貿易組織上訴機構法官任命案納入議程表示反對，其中包括首位中國籍法官張月姣，該會議因此被迫無限期休會。新浪新聞－中央社（页面存档备份，存于）
- 11月22日，台中市北屯國小爆發桿菌性痢疾群聚感染，已有11名學生確定感染，逾百名學生出現疑似症狀，距離首例病發時間已達兩週。PChome新聞－華視（页面存档备份，存于）
- 11月28日，國防部長李天羽於立法院公開表示，面對中國發動對台作戰，國軍單獨作戰「必敗」，但解放軍亦將損失超過60%以上的侵台主戰兵力。自由時報PChome新聞－中國時報（页面存档备份，存于）
- 11月29日，台灣中油公司對不願公開自8月便已經得知台北市恆加加油站販賣參雜甲醇的假汽油，且持續售油至今一事公開道歉，並宣布即日起停止售油給恆加加油站。

### 12月
- 12月1日，2007年亞洲棒球錦標賽A級賽事於台中洲際棒球場開打，台灣首戰以2:5不敵南韓，先發投手林恩宇吞下敗投。
- 12月3日，2007年亞洲棒球錦標賽A級賽事於台中洲際棒球場舉行，台灣以2:10不敵日本，僅獲得季軍，先發投手陽建福吞下敗投。台灣必須參加2008年夏季奧運棒球世界區資格賽以爭取北京奧運參賽資格。
- 12月6日，為使台灣民主紀念館主建築及大中至正門匾額的更換作業順利進行，教育部於今日上午九時起，將兩廳院以外的台灣民主紀念館園區封閉三天。但在接近中午時，大中至正門發生一名小貨車司機駕車衝撞現場集會民眾的意外，導致現場一名東森電視攝影記者身受重傷。PChome新聞－中央社⒈[]⒉[]

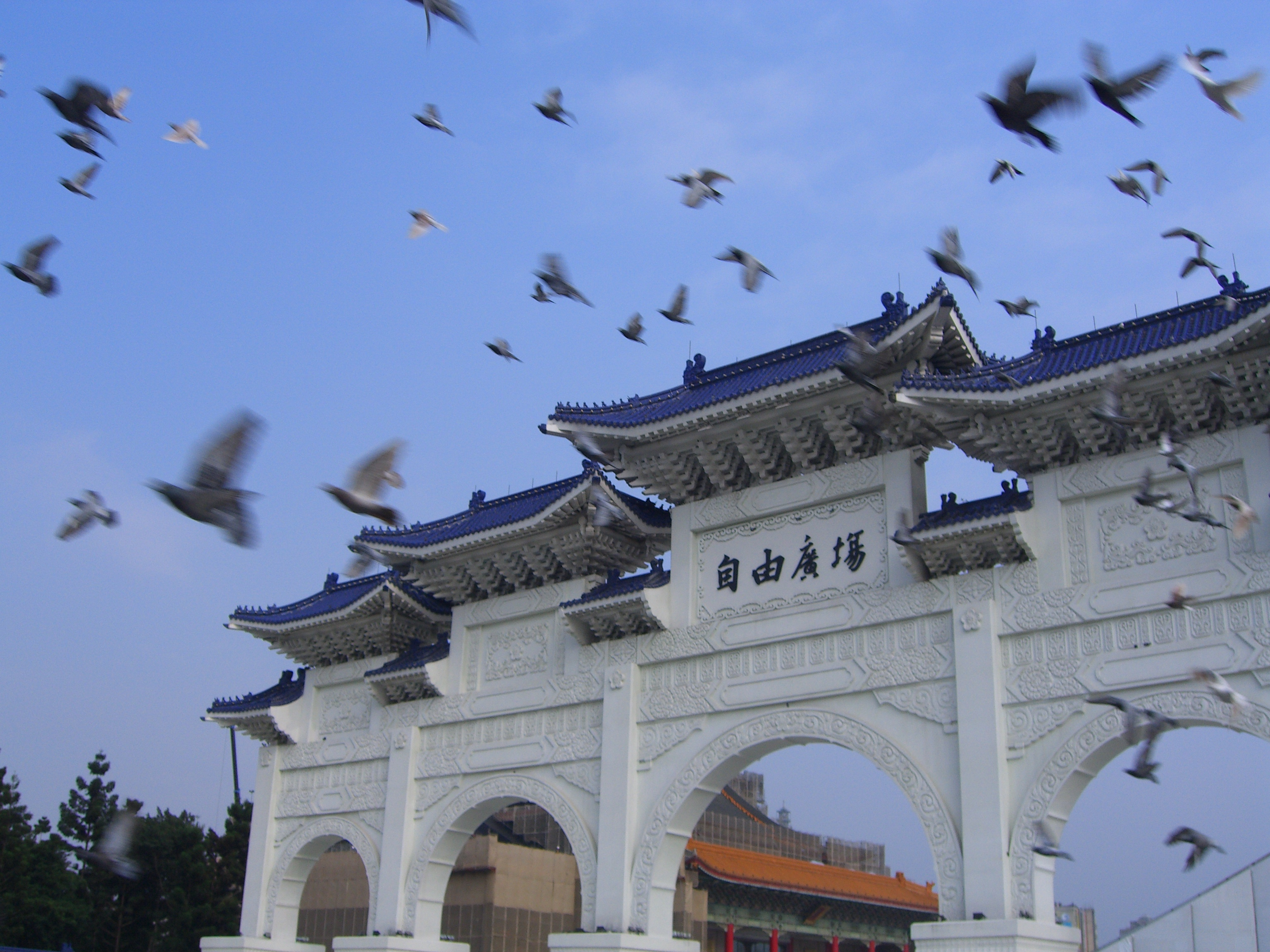
台灣民主紀念館的「自由廣場」牌樓，在過去台灣民主紀念館被稱作中正紀念堂，而牌樓上則是題為「大中至正」的牌匾。

- 12月7日，教育部正式將國立台灣民主紀念館的「大中至正」門內外側牌匾卸下，送入館內典藏室保存。東森新聞（页面存档备份，存于）
- 12月10日，台灣本土運動產業界龍頭亞力山大健康休閒俱樂部因週轉不靈無預警宣告停業，估計約有數萬名會員權益受到影響。聯合晚報（页面存档备份，存于）
- 12月10日，在完成牌樓牌匾更換為「自由廣場」後，國立台灣民主紀念館園區於上午十時起重新對外開放。番薯藤新聞－中央社（页面存档备份，存于）
- 12月10日，高雄縣三民鄉民代表會一致通過將鄉名更改為「那瑪夏鄉」，成為第三個恢復傳統名稱的原住民鄉，同時創下地方民意機關主動提案發起鄉名正名運動的先例。番薯藤新聞－中央社（页面存档备份，存于）
- 12月13日，總統府上午接獲威脅將對總統陳水扁及第一家庭成員不利的恐嚇信件，警政署已組成專案小組偵辦。中時電子報
- 12月14日，立法院三讀通過《民法繼承編》及《民法繼承編施行法》修正案，未成年人及禁治產人改採「強制限定繼承」，對於被繼承人之債務，其清償責任以所得遺產為限，並增訂「全面回溯條款」，不設期限。東森新聞（页面存档备份，存于）
- 12月14日，民進黨籍立法委員莊和子召開記者會，指控國民黨籍副總統候選人蕭萬長於12月8日與美國在台協會理事主席薄瑞光（Raymond F. Burghardt）私下會面時，透露國民黨堅持公投兩階段領票是為了「阻止入聯公投過關」等對民進黨負面之內容，引發台灣政壇爭議。 番薯藤新聞－中央社（页面存档备份，存于）
- 12月19日，陳水扁總統及第一家庭成員被寄發恐嚇信件一案，涉案的前調查局雲林縣調查站調查員楊清海被逮捕到案。中時電子報
- 12月20日，立法院三讀通過《國家通訊傳播委員會組織法》修正案，國家通訊傳播委員會（NCC）委員由原本的依照立法院之政黨比例組成，改為行政院提名，經立法院同意任命。而委員人數也由13名縮減為7名，任期為4年，任滿得連任，單一政黨委員則不得超過席次半數。番薯藤新聞－聯合報（页面存档备份，存于）
- 12月20日，立法院於今日院會討論無黨團結聯盟提出之《離島建設條例》部分條文修正草案。有關離島地區以特許方式設置賭場的「博弈條款」，由於多數立委反對，表決最終未過關。而其餘有關擴大離島地區免稅範圍、離島建設基金使用及減免牌照稅等條文也遭否決。番薯藤新聞－中央社（页面存档备份，存于）
- 12月20日，中華棒協宣佈，中華成棒隊新任總教練由La new熊隊總教練洪一中接任，並將以贏得2008年北京奧運參賽權為目標。中時電子報
- 12月23日，故總統蔣中正及蔣經國遺體暫厝的大溪慈湖陵寢及頭寮陵寢，於今日下午5時休園後開始暫停對外開放，而原駐守的憲兵部隊與擔任衛兵勤務的國軍儀隊將隨之撤離。自由電子報
- 12月28日，前台北市長、2008年總統選舉候選人馬英九所涉特別費案二審駁回檢方上訴，維持一審無罪判決。BBC中文網（页面存档备份，存于）聯合晚報

## 出生
参见： 2007年出生
- 2月8日——蔡典佑：典yo科技執行長。
- 5月8日——曾海瑞：棒球運動員。
- 5月30日——何潔柔：演員。
- 7月4日——卉喬：演員、YouTube網紅。
- 7月9日——馮羿：烏克麗麗演奏家。
- 10月3日——白小櫻：演員，是白潤音之姊。
- 10月27日——陳亮彤：演員。
- 12月9日——吳以涵：演員。

## 逝世
- 1月5日：秦孝儀，87歲，前國立故宮博物院院長、蔣介石遺囑起草者。
- 1月15日：顧崇廉，76歲，親民黨立法委員，前海軍總司令。
- 1月25日：谷正文，97歲，前軍統局特務，鹿窟事件主導者。
- 1月26日：尹鐸，86歲，尹清楓命案被害人尹清楓之父。
- 1月27日：謝天性，74歲，台灣近代排球運動之父。
- 1月27日：楊傳廣，74歲，羅馬奧運男子十項全能銀牌得主。
- 1月28日：許瑋倫，28歲，知名女演員。
- 2月11日：黃海岱，106歲，布袋戲國寶級大師。
- 2月12日——汪平雲，台灣政治人物，曾任蒙藏委員會秘書、參事、委員。
- 2月19日：許財利，60歲，前基隆市長。
- 2月23日：馬兆駿，48歲，知名歌手、音樂製作人。
- 2月27日——花敬凱，台灣作家、特殊教育工作者。
- 2月28日：楊敏坤，56歲，企業家，敏盛醫院負責人。
- 3月6日——廖欽福，台灣企業家，是福華大飯店創辦人。
- 3月7日——張超英，台灣外交官。
- 3月10日：傅狷夫，97歲，書畫大師。
- 4月26日：瑪喜樂，93歲，彰化二林喜樂保育院創辦人。
- 5月17日——周天素，台灣電影工作者。
- 5月18日——蘇森墉，台灣音樂教育家。
- 5月21日：林明宗，53歲，西門町阿宗麵線創辦人。
- 5月23日：王泰山，67歲，演員。
- 5月23日：吳善九，48歲，台北縣議員。
- 5月25日：孫元良，103歲，中華民國陸軍中將，二戰抗日名將。
- 6月2日：趙真國，54歲，電影導演。
- 6月5日：陳其寬，86歲，建築師、設計家。
- 6月6日——蔡草如，台灣畫家、廟宇彩繪工作者。
- 6月20日：林明義，53歲，前立法委員。
- 6月29日：楊德昌，59歲，知名電影導演。
- 7月4日：郭台成，46歲，台灣首富郭台銘胞弟。
- 7月12日：沈劍虹，99歲，外交官，中華民國末代駐美大使。
- 7月15日：溫哈熊，85歲，前聯勤總部司令。
- 7月23日：謝煥儒，55歲，國立台灣大學植物病理與微生物學系副教授。
- 8月8日——丁東德，台灣教育界人物，曾任崙豐國小校長、台西國小校長。
- 8月29日——張有忠，台灣法學學者。
- 9月19日，曾茂興，66歲，勞工運動人士。[9]
- 10月1日，錢一飛，60歲，前男籃國家隊教練。
- 10月2日，陳培源，88歲，地質學者，國立台灣師範大學地球科學系創辦人之一。
- 10月4日，陳啟禮，64歲，竹聯幫精神領袖、江南案主嫌。
- 10月5日——朱秀榮，台灣教育家，是再興中學創辦人。
- 11月5日，林山田，70歲，法學家，中華民國刑法第一百條廢除運動推動者。
- 11月22日——蘇治華，台灣企管顧問。
- 11月23日，鄭文惠，26歲，獨立製片導演。
- 12月11日，高師謙，110歲，時為全球最老的天主教神父[10]
- 12月25日，季紅，80歲，台灣詩人。本名齊道旁。